# Lotte World
Lotte World is een attractiepark met ook een waterpark en aquarium in de Zuid-Koreaanse hoofdstad Seoul, bij de Lotte World Tower. Het attractiepark kent zowel een indoor als outdoor gedeelte. Het indoor herbergt buiten het attractiepark ook een hotel, winkelcentrum, monorail, sportcentrum, bioscoop en museum. Daarmee is Lotte World het grootste indoor attractiepark ter wereld.

Het park bereikte qua bezoekersaantallen zijn top in 2016 met 8,1 miljoen bezoekers. Goed voor het vijfde grootste attractiepark van Azië qua bezoekers. Sindsdien gaat het echter achteruit: 5,95 miljoen bezoekers in 2019.
Het heeft 3 achtbanen, waarvan twee indoor zijn.